# Fractura del boxeador
La fractura del boxeador es la rotura del quinto hueso metacarpiano de la mano, cerca del nudillo. Ocasionalmente se puede referir también a una fractura del cuarto metacarpiano. Los síntomas incluyen dolor y un nudillo deprimido.
En general ocurre cuando se golpea un objeto con un puño cerrado y el nudillo se dobla hacia la palma de la mano. En general el diagnóstico se sospecha a partir de los síntomas y se confirma con radiografías.
Para la mayoría de las fracturas con menos de 70 grados de ángulo, inmovilizar el dedo herido al dedo adyacente y una venda elástica producen resultados similares a la reducción con una férula. Cuando el ángulo es mayor que 70 grados, o cuando el dedo roto está rotado, la reducción con férula puede ser recomendable.
Representan aproximadamente un quinto de las fracturas de mano. Ocurren con mayor frecuencia en hombres que en mujeres. Los resultados de corto y largo plazo son generalmente buenos. El nudillo, sin embargo, suele quedar un poco deformado.